# Weimar González
Weimar Gonzalez (Bello, Antioquia, Colombia; 26 de febrero de 1990) es un exfutbolista colombiano.

## Clubes
| Club              | País     | Año  |
| ----------------- | -------- | ---- |
| Deportivo Pereira | Colombia | 2011 |